# Wolfhagen
Wolfhagen település Németországban, Hessen tartományban. Lakosainak száma 13 411 fő (2023. december 31.).

## Népesség
A település népességének változása:
| Lakosok száma | 12 856 | 13 121 | 13 059 | 13 059 | 13 205 | 13 493 | 13 411 |
|               | 2014   | 2017   | 2018   | 2019   | 2021   | 2022   | 2023   |